# 解角器
解角器是一種位置感測器，其特點在於能夠應付惡劣的環境，例如：重工廠、焚化爐、發電廠、軍事設施以及太空設施等。解角器的運作原理可以等效成量測旋轉角度的變壓器。一般歸類為類比元件。

## 元件描述

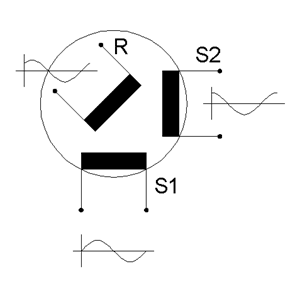
圖1-1 解角器基本構造圖

圖1-2 解角器運作波形圖

解角器大致上可以分為環形變壓器解角器（有碳刷解角器）及磁阻型解角器（無碳刷解角器）兩種。以圖1-1作為說明在結構上具有定子和轉子兩部分，轉子包含了激磁線圈（R）的部分，定子則包括了感應線圈（S1）和（S2）兩個部分。乍看之下解角器和馬達似乎相同，但內部的設計則能夠區別兩者不同。
解角器的定子和轉子大部分情況下是用矽鋼片組成，並且設計有感應磁場而突出的突點，突點上繞上層層的線圈，而線圈如同上段所言可以分為激磁線圈和感應線圈兩大部分。其設計原理如同變壓器，激磁線圈如同變壓器一次側而感應線圈如同二次側。激磁線圈被固定在定子的部分，而感應線圈彼此呈90度直角，這樣的設計可以讓解角器在不受線材綁定的情形下無限制的旋轉。
激磁線圈提供觸發訊號的訊號源，而感應線圈則是透過轉子相對於定子的轉動產生的磁場擾動產生的訊號回授給控制器。解角器的原理可以利用正弦和餘弦的方式來說明（因為感應線圈彼此夾90度直角），其訊號如圖1-2所示，輸出訊號會是由觸發訊號組成，但包絡線分別是正弦和餘弦的訊號。
較為普遍的解角器為磁阻型解角器，也就是無刷式解角器。此類解角器觸發訊號為弦波，輸出為正弦和餘弦兩種振幅調變訊號。無刷式解角器可分成內轉和外轉兩種形式，但兩者差別不大。可以利用等效的變壓器模型將激磁線圈所在的定子定義為變壓器的一次側，而感應線圈所在的轉子部分則定義為二次側。無刷式解角器的優點在於只需要在定子上繞線圈，而轉子上則不需要繞線圈，由此省下許多成本，也因為不需繞圈省下許多空間，所以也具備較好的辨別力。

## 外部連結
- AMCI Resolver Tutorial （页面存档备份，存于）
- Synchro/Resolver Conversion Handbook （页面存档备份，存于）